# Allemond
Allemond es una comuna francesa situada en el departamento de Isère, en la región de Auvernia-Ródano-Alpes.

## Demografía
| 530 | 514 | 544 | 958 | 600 | 765 | 955 |
| Para los censos de 1962 a 1999 la población legal corresponde a la población sin duplicidades (Fuente: INSEE [Consultar]) |     |     |     |     |     |     |